# Das unsichtbare Wesen
Das unsichtbare Wesen (Originaltitel: Le Horla) ist ein TV-Film von Marion Desseigne Ravel aus dem Jahr 2023. Ravel schrieb dafür zusammen mit Olivier Fox und Olivier de Plas auch das Drehbuch. Bei seiner Erstausstrahlung auf Arte am 2. Juni 2023 sahen sich 397.000 Zuschauer den Film an.
Das unsichtbare Wesen ist eine freie Adaption der phantastischen Erzählung Der Horla von Guy de Maupassant, die bereits 1963 von Reginald Le Borg unter dem Titel Tagebuch eines Mörders (Diary of a Madman) mit Vincent Price in der Hauptrolle verfilmt wurde.

## Handlung
Damien und Nadia ziehen mit ihrer kleinen Tochter Chloé von Paris nach Tours in einen modernen Neubau am Ufer des Cher. Nadia, die ein Kind erwartet, hat in Tours eine Stelle als medizinische Forschungsangestellte angenommen. Während sie in der neuen Umgebung gut zurechtkommt, fühlt sich Damien in der Wohnung unwohl und hat Probleme, seiner Arbeit als Illustrator im Homeoffice nachzukommen.
Er hört gurgelnde Geräusche, die außer ihm niemand wahrnimmt, und bemerkt manchmal aus den Augenwinkeln eine geheimnisvolle „Präsenz“. Morgens ist die Wasserflasche neben seinem Bett leer, obwohl er sich sicher ist, nicht daraus getrunken zu haben. Er kann nicht mehr schlafen und steigert sich zunehmend in die Vorstellung hinein, dass ein geisterhaftes Wesen sein Unwesen in dem Haus treibt. Mit seinem rätselhaften Verhalten irritiert er zunehmend Frau und Tochter. Auf der Suche nach der Ursache der Geräusche begegnet er seltsamen Hausbewohnern wie dem mürrischen Klempner Bernier und einer als Online-Spiritistin aktiven Nachbarin. Er kann seine beruflichen Termine nicht mehr einhalten und verliert seinen Job.
Als er eines Tages vergisst, seine Tochter von der Schule abzuholen, hat seine Frau genug. Sie fährt mit Chloé für ein Wochenende zu Freunden und lässt ihren Mann allein in der Wohnung zurück. Dort eskalieren Damiens Wahnvorstellungen, zuletzt zündet er Einrichtungsgegenstände an. In letzter Minute kann ihn seine zurückgekehrte Frau aus der brennenden Wohnung retten.
Im letzten Teil des Films kehrt der wiederhergestellte Damien, der einige Zeit in der Psychiatrie verbracht hat, zurück zur Familie. Die nach dem Brand renovierte Wohnung ist nun fertig eingerichtet und freundlich möbliert. Auf der Suche nach einem Fläschchenwärmer findet Damien die Kamera wieder, mit der er einst versucht hat, das geisterhafte Wesen aufzunehmen. Entsetzt stellt er fest, dass tatsächlich eine Art schwarze, wabernde Wolke auf dem Video zu sehen ist.

## Produktion
Die Regisseurin setzte den Film und seine literarische Vorlage in Beziehung zur zurückliegenden Corona-Pandemie: „Wir haben gerade eine Zeit hinter uns, in der wir in unseren Wohnungen festsaßen und manchmal das Gefühl hatten, ein bisschen verrückt zu werden. Ich fand, dass der Text im Hinblick auf das herrschende Klima wieder an Aktualität gewann.“
Der Hauptdarsteller Bastien Bouillon gewann 2023 den César als bester männlicher Nachwuchsdarsteller für In der Nacht des 12. (La Nuit du 12, 2022) von Dominik Moll. Bereits dort spielte er mit Mouna Soualem zusammen, die in Das unsichtbare Wesen die weibliche Hauptrolle übernahm.
Der Film wurde im Spätsommer 2022 hauptsächlich in Deux-Lions, einem Vorort von Tours, gedreht.

## Kritik
Im Filmdienst wird Le Horla als kluge und effektvolle Adaption der Vorlage von Guy de Maupassant beschrieben, die „den Einbruch des wissenschaftlich Unerklärlichen in eine rationalistische Gesellschaft“ beschreibe. Die Verfilmung sei auch formal einfallsreich und steigere die dargestellte Krise – den zunehmenden Identitätsverlust des Protagonisten – gekonnt, wobei Anleihen beim Horrorfilm genommen würden.
In TV Spielfilm wird der Film als „leise […] und völlig unblutig“ beschrieben. Das Ende falle „nicht ganz so drastisch“ wie in der literarischen Vorlage aus.
Auf der französischen Online-Plattform avoir-alire.com werden eine schwache Regie, ein vorhersehbares Drehbuch und nicht ausreichend entwickelte Charaktere bemängelt.

## Auszeichnungen
- 2023: Festival TV de Luchon, Auszeichnung für die beste Musik an Alexandre Lessertisseur[10]